# Ronald Darby
Ronald Darby (Estados Unidos, 2 de enero de 1994) es un atleta estadounidense especializado en la prueba de 200 m, en la que consiguió ser medallista de bronce mundial juvenil en 2011.
Además de su carrera como atleta, es jugador de fútbol americano de la NFL en los Philadelphia Eagles.

## Carrera deportiva
En el Campeonato Mundial Juvenil de Atletismo de 2011 ganó la medalla de bronce en los 200 metros, con un tiempo de 21.08 segundos, tras el bahameño Stephen Newbold y el jamaicano Odail Todd.